# Anthony Bogaert
Anthony Francis « Tony » Bogaert est un psychologue canadien. Il est professeur aux départements de psychologie et des sciences de la santé communautaire de l'Université Brock.

## Domaine de recherche
Anthony Bogaert est connu pour avoir étudié de nombreux sujets liés à la sexualité humaine, y compris l'asexualité,. Il a également publié des études examinant la relation entre le nombre de frères qu’un homme possède et son orientation sexuelle. Ces études ont conclu que plus un homme a de frères aînés, plus il est susceptible d’être homosexuel, et que cet effet est dû à des facteurs prénataux et non environnementaux,,,. Au début de sa carrière, Bogaert a travaillé avec J. Philippe Rushton pour publier un article émettant l'hypothèse de preuves biologiques des différences raciales. Cet article a été critiqué deux ans plus tard par Michael Lynn qui a déclaré :
En premier lieu, ils n’ont pas expliqué pourquoi la sélection naturelle aurait favorisé des stratégies de reproduction différentes pour différentes races. Ensuite, la fiabilité de leurs données sur les différences raciales est douteuse car leurs sources bibliographiques étaient partielles et leurs analyses originales étaient basées sur des auto-déclarations. Enfin, ils n’ont fourni aucune preuve que ces différences raciales avaient des effets significatifs sur la reproduction ou que la retenue sexuelle était une caractéristique K. Pour finir, ils n’ont pas correctement exclu les explications environnementales de leurs données.